# هلند نو (مستعمره در آمریکای شمالی)

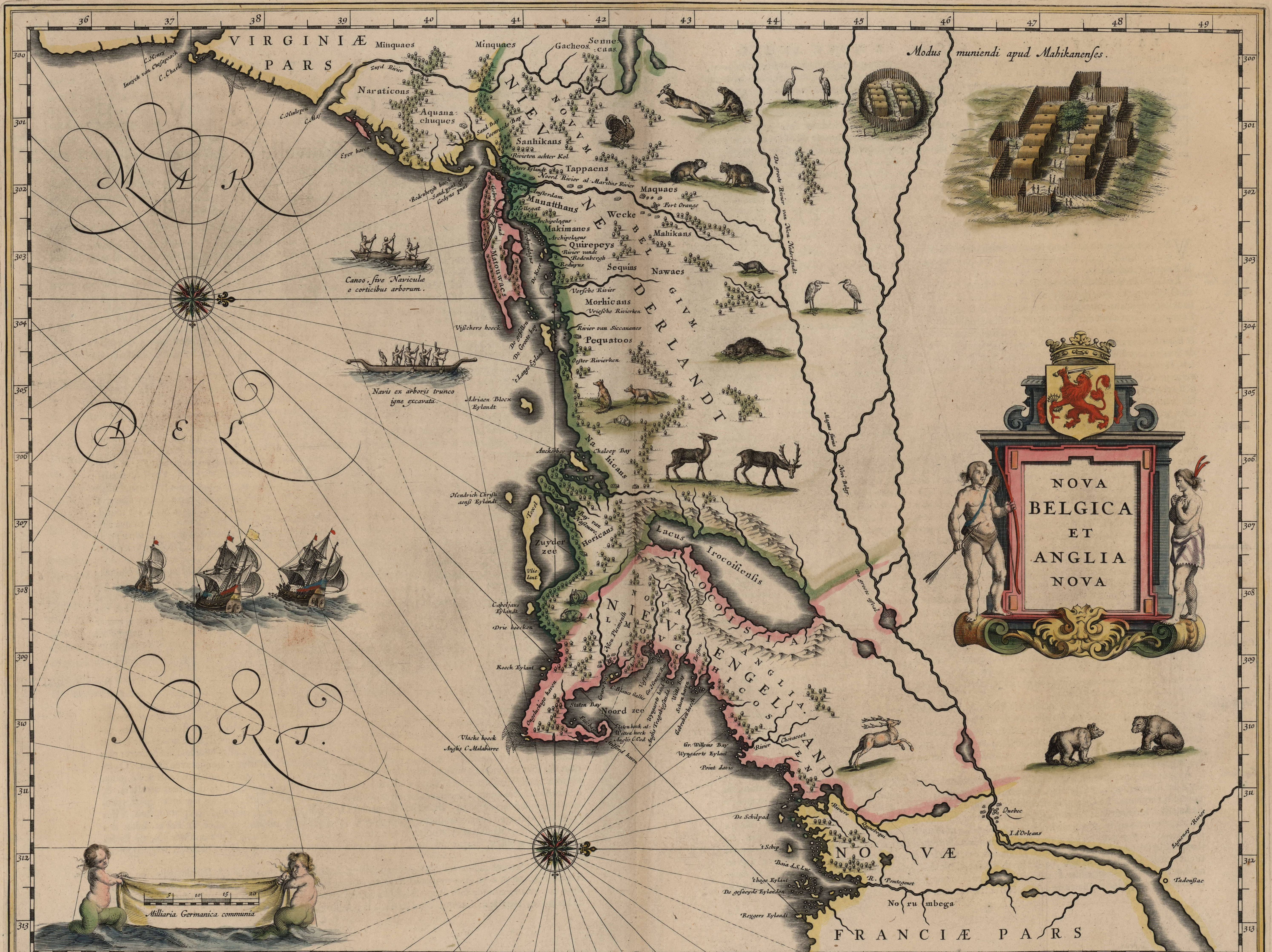
نقشه هلندنو و نیو انگلند، جهت شمال رو به راست است.

هلند نو (به هلندی: Nieuw-Nederland)(به لاتین: Nova Belgica) نام مستعمرهای است متعلق به جمهوری هلند در سدهٔ هفدهم میلادی (میان سال‌های ۱۶۰۹ تا ۱۶۶۷). این مستعمره در کرانه‌های خاوری آمریکای شمالی جای داشت. سرزمین‌های مورد ادعای این مستعمره نیز از شبه‌جزیره دلماروا تا دماغه کاد کشیده‌می‌شد. پایتخت این منطقه نیو آمستردام بود.
رونق این مستعمره به واسطهٔ بازرگانی پوست خز بود ولی به دلیل درگیری با سرخ‌پوستان و نیز سوء مدیریت کمپانی هند غربی هلند (WIC) -متولی هلند نو- رشد این مستعمره به کندی شکل می‌گرفت؛ ولی از دههٔ ۱۶۵۰ آن مستعمره مرکزی مهم برای بازرگانی خز در اقیانوس اطلس شمالی گشت. سرانجام پس از درگیری‌هایی میان انگلستان و هلند که به دست به دست شدن این مستعمره میان آنان انجامید، هلندی‌ها برپایهٔ پیمان وستمینستر در ۱۶۷۴ از مالکیت هلند نو چشم پوشیدند.
اقوام مقیم در هلند نو سرخ‌پوستان، اروپاییان و سیاهان آفریقایی بودند. زبان‌های پر رواج در این مستعمره هم هلندی، انگلیسی و فرانسوی بود.

## اصالت

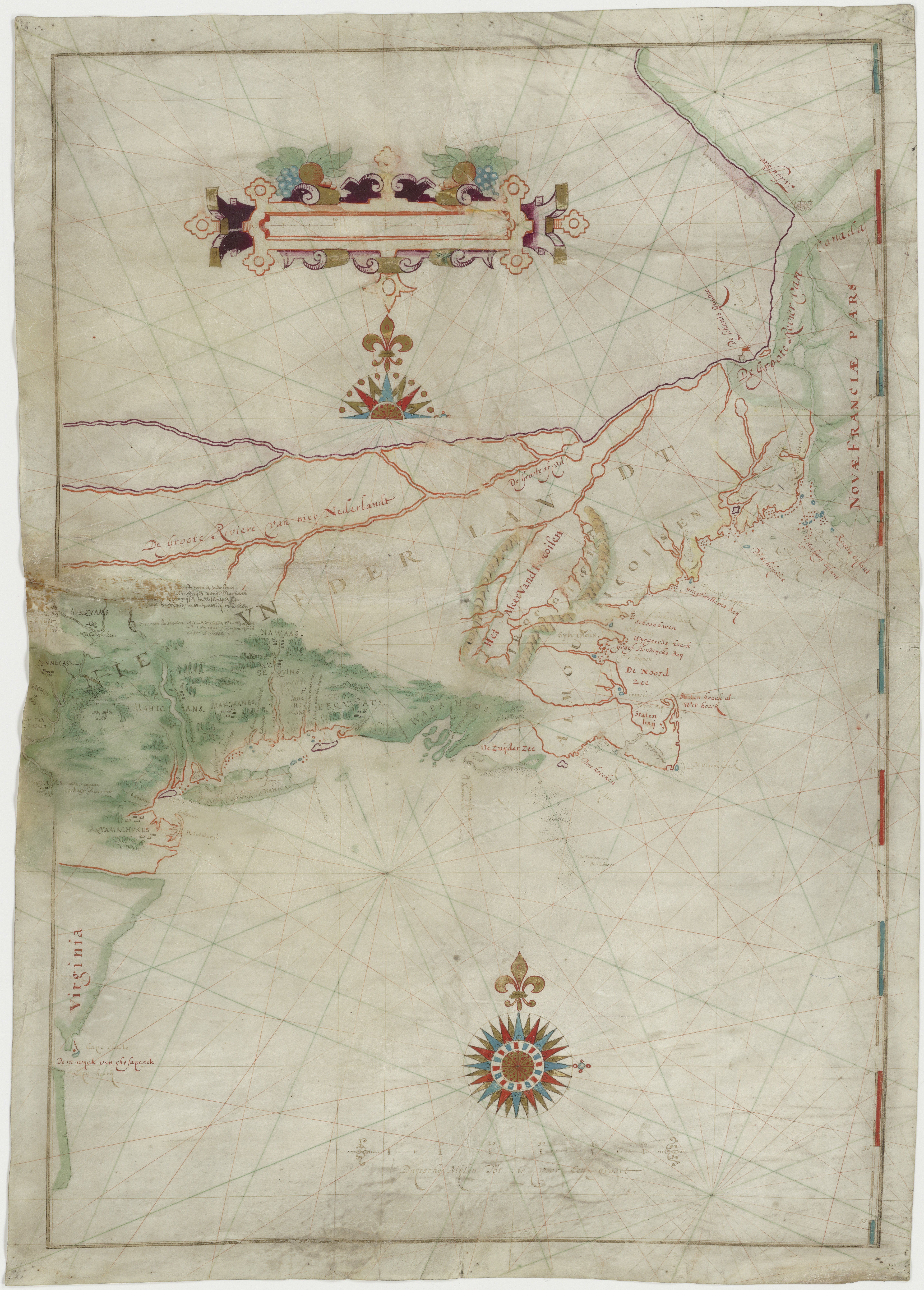
نقشه‌ای که توسط آدریان بلاک از سفر اکتشافی‌اش به آمریکای شمالی در سال ۱۶۱۴ تهیه شده است. این اولین نقشه‌ای است که لانگ آیلند را به عنوان یک جزیره نشان می‌دهد. همچنین اولین باری است که اصطلاح هلند نو برای توصیف این مستعمره استفاده شده است (نقاشی قرن هفدهم)

در قرن ۱۷ میلادی، اروپا دستخوش توسعه اجتماعی، فرهنگی، و رشد اقتصادی شد که به دوران طلایی هلند به مرکزیت هلند شناخته می‌شود. کشورها برای رقابت تجاری، مسیرهایی پیرامون جهان به ویژه به آسیا می‌پیمودند. همزمان، کشاکش‌های فلسفی و علوم الهی در نبردهای جنگی در سراسر قاره ظاهر می‌شد. جمهوری هفت متحد هلند، اقامتگاه بسیاری از روشنفکران، تاجران بین‌المللی، و پناهندگان مذهبی گردید. بریتانیا مستعمره‌ای در آمریکا در جیمزتون داشت، فرانسه مستعمراتی کوچکی در پورت رویال و کبک، و اسپانیا مستعمراتش را برای بهره‌برداری تجاری از آفریقای جنوبی و کارائیب گسترش داد.
در ۱۶۰۹ میلادی، هنری هودسون، ناخدا و کاوشگر انگلیسیِ مهاجر توسط کمپانی هند شرقی هلند(VOC) واقع در آمستردام بکار گرفته شد تا گذرگاه شمال شرقی را برای رسیدن به آسیا، با کشتیرانی از پیرامون اسکاندیناوی و روسیه پیدا کند. او در دومین تلاشش با رسیدن به یخ قطب شمال تغییر جهت داد، پس به جای برگشت به وطن، بسوی غرب برای جستجوی گذرگاه شمال شرقی حرکت کرد. او کاوش در آب‌ها را با ساحل شرقی آمریکای شمالی داخل کشتی به نام ماهِ نیمه به پایان رساند. اولین بار در نیوفوندلَند و بار دوم در کِیپ کُد وارد خشکی شد.
در سالهای ۱۶۱۱–۱۶۱۲ میلادی، نیروی دریایی آمستردام دو هیئت پنهان برای پیدا کردن گذرگاهی به چین با ناخدایی جان می در کشتی کارن، و سیمون کَت در کشتی ووس فرستاد. در چهار سفر دریایی بین سال‌های ۱۶۱۱ و ۱۶۱۴، مناطقی که در حال حاضر مری لند و ماساچوست نامیده می‌شوند، کشف شدند، و توسط آدرین بلاک، هندریک کریستیَنسون، و کورنلیوس جاکوبسون می، نقشه‌برداری شدند. نتایج این کشف‌ها و نقشه‌برداری‌ها، که از سال ۱۶۰۹ تا ۱۶۱۴ انجام شد، در نقشه واحدی که نام هلند نو (به انگلیسی: New Netherland) برای اولین بار در آن بکار رفته شد، یکجا شدند، بر روی نقشه نُوا بلژیکا نیز نوشته می‌شود. در این دوره، تجارت‌هایی با مردمان بومی انجام گرفته‌است.
تاجر خز، جان رودریگز، زادهٔ سانتو دومنیکوی پرتقال و دارای نژاد آفریقایی است. او در زمستان ۱۶۱۳–۱۶۱۴، با تله‌گذاری برای خز، و انجام تجارت با مردمان محلی به عنوان نماینده هلند به منهتن رسید. او اولین غیر بومی آمریکایی است که در جای کنونی شهر نیویورک، مقیم گشته‌است.

## واژه‌نامه
1. ↑  Jamestown
2. ↑  Port Royal
3. ↑  Quebec
4. ↑  Henry Hudson
5. ↑  Halve Maen
6. ↑  Newfoundland
7. ↑  Cape Cod
8. ↑  Jan Cornelisz Mey
9. ↑  Symon Willemsz Cat
10. ↑  Nova Belgica
11. ↑  Juan Rodriguez